# Suwakan
Suwakan is een bestuurslaag in het regentschap Lebak van de provincie Banten, Indonesië. Suwakan telt 3119 inwoners (volkstelling 2010).